# Peter Ewart
Peter Ewart (14 de mayo de 1767 - 15 de septiembre de 1842) fue un ingeniero británico que influyó en el desarrollo de las tecnologías de las turbinas y las teorías de la termodinámica.

## Biografía
Era hijo del ministro de Troqueer de la Iglesia de Escocia, cerca de Dumfries, y fue uno de los once hijos. Su hermano Joseph Ewart se convirtió en embajador británico en Prusia; John, médico, se convirtió en inspector jefe de los hospitales de la Compañía de las Indias Orientales en la India; y William, padre de William Ewart, era socio comercial de Sir John Gladstone, padre de William Ewart Gladstone, de quien era padrino y por quien recibió su nombre.
Después de graduarse de la Universidad de Edimburgo,[cita requerida] fue aprendiz del molinero John Rennie. Su trabajo con ruedas de agua[cita requerida] lo llevó a trabajar con Matthew Boulton y James Watt para quienes en 1790 era agente en Mánchester. Al mismo tiempo que actuaba como agente, también comerciaba por cuenta propia como ingeniero, lo que le permitía proporcionar ejes, engranajes y otras necesidades complementarias para aprovechar la potencia de las máquinas de vapor Boulton & Watt. 
En 1792, frustrado por administrar la maquinaria inmadura y, hasta ahora, poco confiable,[cita requerida] dejó a Boulton y Watt para trabajar en sociedad con Samuel Oldknow en una empresa de blanqueo de algodón e impresión de calicó. Anticipó que esto sería una empresa rentable, pero la sociedad se disolvió en un año y regresó a la ingeniería. En 1798 se asoció con Samuel Greg,  instalando una innovadora rueda hidráulica en Greg's Quarry Bank Mill en el río Bollin en Cheshire. Como reserva, instaló una máquina de vapor Watt.[cita requerida]
En 1811, Ewart había abandonado la empresa con Greg para concentrarse en su propio negocio de fabricación, pero también en su trabajo científico. Se convirtió, junto con John Dalton, en vicepresidente de la Sociedad Filosófica y Literaria de Mánchester y participó activamente en las controversias contemporáneas sobre el calor, el trabajo y la energía. Motivado por un artículo de John Playfair y alentado por Dalton, en 1813 publicó "Sobre la medida de la fuerza en movimiento" en el que defendía las nacientes ideas de conservación de la energía defendidas por John Smeaton. El artículo tenía una gran influencia en el alumno de Dalton, James Prescott Joule. Un firme defensor de la aplicación del conocimiento científico en la ingeniería, fue uno de los fundadores del Manchester Mechanics 'Institute.
Ewart asumió el cargo de ingeniero jefe e inspector jefe de maquinaria con el Almirantazgo en 1835 y murió el 15 de septiembre de 1842 en Woolwich Dockyard cuando una cadena se rompió mientras supervisaba la extracción de una caldera.